# Dodge WC
Dodge WC byla řada amerických vojenských užitkových vozidel používaných v druhé světové válce.
Automobily řady Dodge WC vznikly dle požadavku americké armády, která si byla vědoma, že její vozový park se skládá z vozidel od více než 120 druhů výrobců, a která chtěla mít univerzální druh, který bude mít množství společných náhradních dílů. Roku 1937 uzavřelo ministerstvo vojenství s koncernem Chrysler smlouvu na vývoj automobilu s pohonem všech náprav. Továrna Dodge nabídla svůj prototyp jedenapůltunového automobilu, který byl podroben zkouškám. Poté následovala výroba menšího sériového množství, které bylo též dále testováno a firma pracovala na dalším zlepšení. Po úspěšném provedení zkoušek armáda objednala hromadnou sériovou výrobu a celá kapacita továrny Dodge byla využita na výrobu automobilů pro vojenské složky. Do výroby byl zaveden půltunový užitkový automobil ve třech základních variantách: valník, velitelský a zdravotnický. Od roku 1940 došlo i k produkci dalšího tříčtvrtětunového typu. Celkem bylo do roku 1945 přes 400 tisíc kusů užitkových vozidel všech typů. Vozidla byla za války dodávána spojencům, v rámci smlouvy o půjčce a pronájmu i do SSSR, který je užíval ve velké míře. Několik automobilů měla ve svém stavu i čs. samostatná obrněná brigáda a 1. československý armádní sbor.

## Druhy vozidel

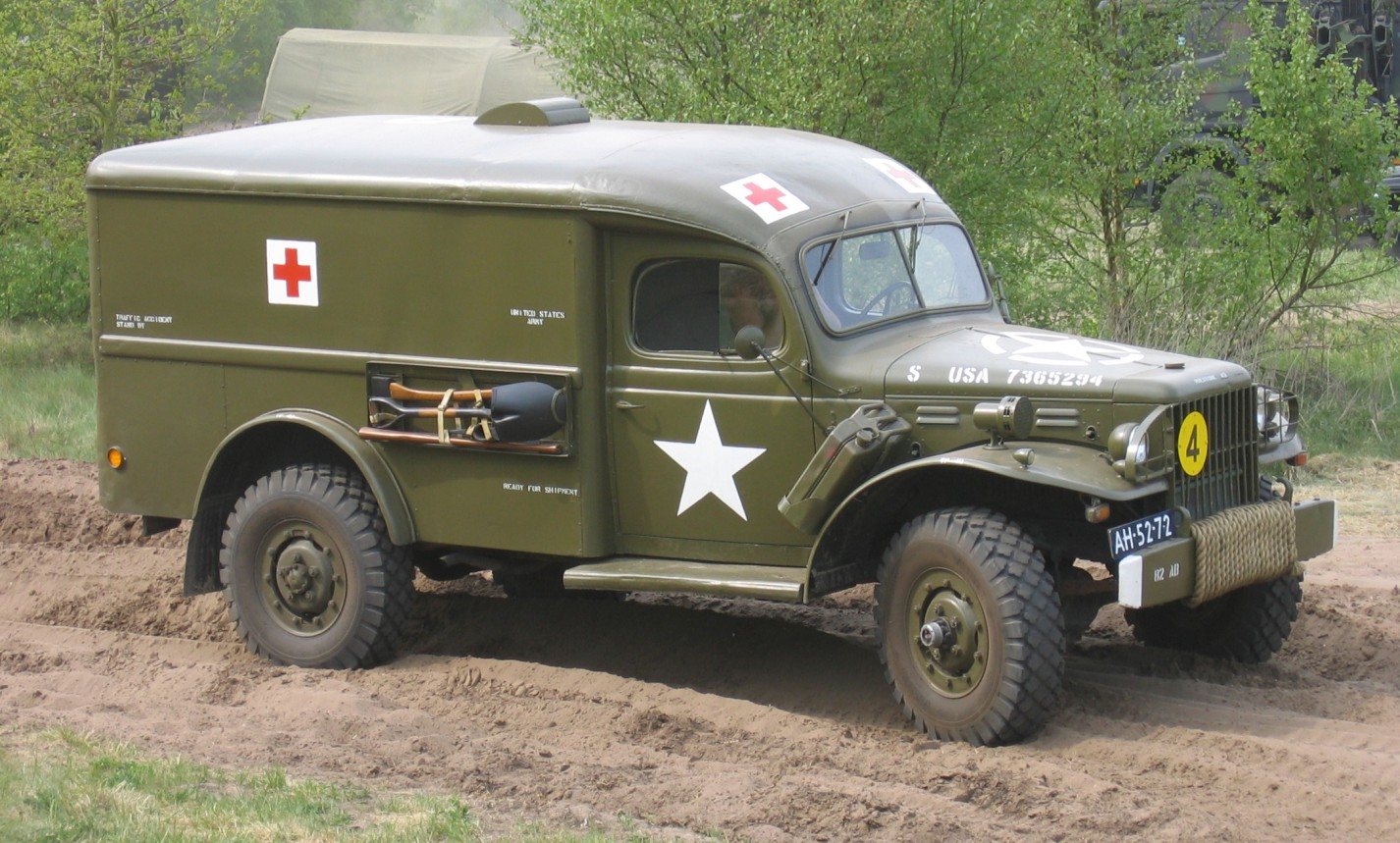
Dodge WC-54

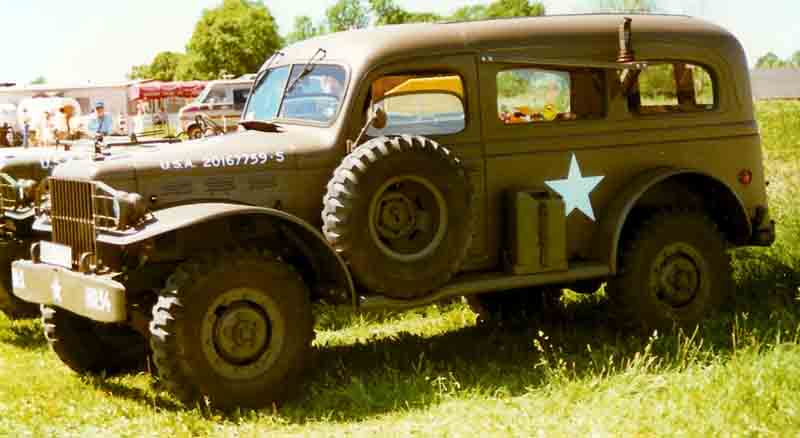
Dodge Mili

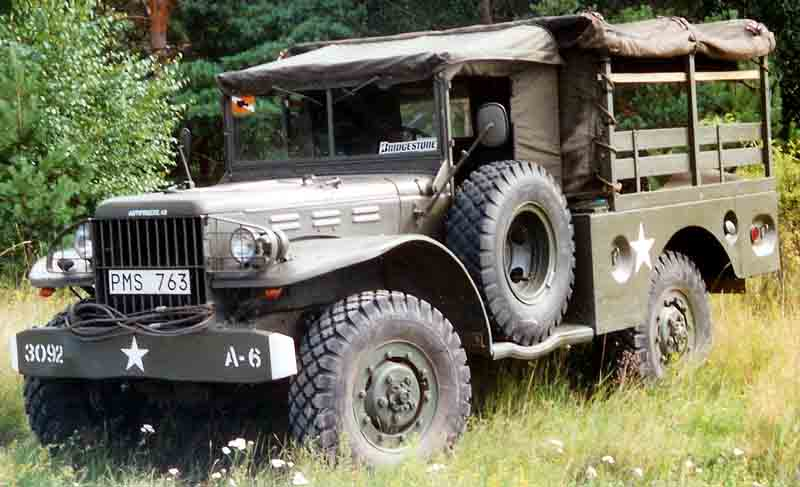
Dodge 1942

- Dodge WC 51 Weapons carrier – nákladní automobil, nosič zbraní
- Dodge WC 52 Weapons carrier – nákladní automobil, nosič zbraní s navijákem
- Dodge WC 53 Carryall – nákladní automobil, víceúčelový, uzavřený
- Dodge WC 54 Ambulance – ambulance, nízká
- Dodge WC 55 37 mm gun motor carriage – nosič zbraně M37A1 (37mm)
- Dodge WC 56 Command car – velitelský vůz
- Dodge WC 57 Command car – velitelský vůz s navijákem
- Dodge WC 58 – velitelský rádio vůz
- Dodge WC 59 – vůz k údržbě telefonních sítí
- Dodge WC 60 Emergency Repair Truck M2 – pohotovostní opravárenský vůz
- Dodge WC 61 – vůz k údržbě telefonních sítí
- Dodge WC 62 Weapons Carrier 6×6 – nákladní automobil, nosič zbraní
- Dodge WC 63 Weapons Carrier 6×6 – nákladní automobil, nosič zbraní s navijákem
- Dodge WC 64 Ambulance, Collapsible – ambulance, skládací